# 馬亞奇卡 (新桑扎里區)
49°6′50″N 34°30′49″E / 49.11389°N 34.51361°E
馬亞奇卡（烏克蘭語：Маячка），是烏克蘭中部的村莊，隸屬波爾塔瓦州的波爾塔瓦區。該村處於奧列利河右岸，始建於1677年，面積9.26平方公里，海拔高度76米，2001年人口765。